# Yves Allégret
Yves Allégret (Asnières-sur-Seine, 13 d'octubre de 1905- París, 31 de gener de 1987) va ser un director de cinema francès.

## Biografia
Germà petit del cineasta Marc Allégret, va debuta el 1930 com ajudant realitzador al costat del seu germà, després va ocupar diferents llocs amb altres realitzadors, com Jean Renoir. Paral·lelament a aquesta formació a peu d'obra, realitza els seus primers curts i forma part del Grup Octubre.
Amb la declaració de guerra, és mobilitzat. El 1941, roda en zona lliure el seu primer llargmetratge Tobie est un ange, però el negatiu va desaparèixer en un incendi. Destaca a continuació amb films d'una gran crueltat poètica com Dédée d'Anvers o Manèges escrits per Jacques Sigurd, amb Simone Signoret (que era la seva dona en aquella època) en el paper protagonista. Va destacar dins de la tendència de cinema noir.:
El 1957, Alain Delon actua en el seu primer llargmetratge, Quand la femme s'en mêle.

## Vida privada
Yves Allégret es va casar l'any 1929 amb Renée Naville (1909-2000), de qui es va divorciar l'any 1947 i amb qui va tenir un fill l'any 1936, Gilles Allégret, qui, sota el pseudònim de « Gilles Gallion », havia començat una carrera d'actor (Mam'zelle Nitouche posada en escena pel seu pare, i Les maniobres de l'amor de René Clair), abans de desaparèixer el 1955 en un accident de cotxe.
De 1948 a 1951, Yves Allégret va estar casat amb Simone Signoret. Van tenir una filla, Catherine Allégret.
La seva última esposa (a partir de 1951), Michèle Còrdoue, ha actuat en diversos dels seus films, com Els orgullosos. Descansen al cementiri de Jouars-Pontchartrain (a Yvelines), on residien.
Yves Allégret va morir el gener de 1987 d'una crisi cardíaca.

## Filmografia
Les seves pel·lícules més destacades són:
- 1932: Ténérife
- 1932: Prix et profits, conegut també com La Pomme de terre
- 1934: Jeunes filles de France
- 1941: Tobie est un ange (film destruït)
- 1943: Les Deux Timides
- 1945: La Boîte aux rêves
- 1946: Les Démons de l'aube
- 1948: Dédée d'Anvers
- 1949: Une si jolie petite plage
- 1950: Manèges
- 1951: Les miracles n'ont lieu qu'une fois
- 1952: Nez de cuir
- 1952: Les Sept Péchés capitaux, episodi La Luxure
- 1952: La Jeune Folle
- 1953: Els orgullosos (Les Orgueilleux)
- 1954: Mam'zelle Nitouche
- 1955: Oasis
- 1956: La Meilleure Part
- 1957: Quand la femme s'en mêle
- 1957: Méfiez-vous fillettes
- 1958: La Fille de Hambourg
- 1959: L'Ambitieuse
- 1960: Chien de pique
- 1962: Konga Yo,conegut com a Terreur sur la savane o Les Aventuriers du Kasaï
- 1963: Germinal
- 1967: Johnny Banco
- 1970: L'Invasion
- 1975: Mords pas, on t'aime
- 1976: Orzowei (tv)